# USS Snyder (DE-745)
USS Snyder (DE-745) là một tàu hộ tống khu trục lớp Cannon từng phục vụ cùng Hải quân Hoa Kỳ trong Chiến tranh Thế giới thứ hai. Nó là chiếc tàu chiến duy nhất của Hải quân Hoa Kỳ được đặt cái tên này, theo tên Thiếu úy Hải quân Russell Snyder (1915-1941), phi công phục vụ cùng Liên đội Tuần tra VP-101 hoạt động cùng Hạm đội Á Châu tại Philippines và đã tử trận vào tháng 12, 1941. Nó đã phục vụ cho đến khi chiến tranh kết thúc, xuất biên chế năm 1945, nhưng được huy động trở lại vào năm 1950 và tiếp tục phục vụ huấn luyện dự bị cho đến năm 1960. Con tàu rút đăng bạ năm 1972 và bị bán để tháo dỡ một năm sau đó. Snyder được tặng thưởng một Ngôi sao Chiến trận do thành tích phục vụ trong Thế Chiến II.

## Thiết kế và chế tạo
Lớp Cannon có thiết kế hầu như tương tự với lớp Buckley dẫn trước; khác biệt chủ yếu là ở hệ thống động lực Kiểu DET (diesel electric tandem). Các động cơ diesel đặt nối tiếp nhau dẫn động máy phát điện để cung cấp điện năng quay trục chân vịt cho con tàu. Động cơ diesel có ưu thế về hiệu suất sử dụng nhiên liệu, giúp cho lớp Cannon cải thiện được tầm xa hoạt động, nhưng đánh đổi lấy tốc độ chậm hơn.
Vũ khí trang bị bao gồm ba pháo 3 in (76 mm)/50 cal trên tháp pháo nòng đơn có thể đối hạm hoặc phòng không, một khẩu đội pháo phòng không Bofors 40 mm nòng đôi và tám pháo phòng không Oerlikon 20 mm. Vũ khí chống ngầm bao gồm một dàn súng cối chống tàu ngầm Hedgehog Mk. 10 (có 24 nòng và mang theo 144 quả đạn); hai đường ray Mk. 9 và tám máy phóng K3 Mk. 6 để thả mìn sâu. Con tàu vẫn giữ lại ba ống phóng ngư lôi Mark 15 21 inch (533 mm). Thủy thủ đoàn đầy đủ bao gồm 15 sĩ quan và 201 thủy thủ.
Snyder được đặt lườn tại xưởng tàu của hãng Western Pipe and Steel Company ở Los Angeles, California vào ngày 28 tháng 4, 1943. Nó được hạ thủy vào ngày 29 tháng 8, 1943, được đỡ đầu bởi bà Lillian J. Snyder, và nhập biên chế cùng Hải quân Hoa Kỳ vào ngày 5 tháng 5, 1944 dưới quyền chỉ huy của Hạm trưởng, Thiếu tá Hải quân Elmer Moore.

## Lịch sử hoạt động

### 1944 - 1946
Sau khi hoàn tất việc chạy thử máy tại vùng biển ngoài khơi San Diego, California Snyder khởi hành đi San Francisco vào đầu tháng 7, 1944, nơi nó gia nhập Đơn vị Đặc nhiệm 16.1.5 và lên đường vào ngày 11 tháng 7 để đi sang Trân Châu Cảng. Từ ngày 1 tháng 8 đến ngày 6 tháng 10, con tàu thực hiện các chuyến đi hộ tống vận tải đến Enewetak, Manus, Saipan và Kwajalein. Sau đó nó gia nhập Đội đặc nhiệm 12.3, và tham gia các hoạt động tìm-diệt tàu ngầm dọc theo tuyến hàng hải San Francisco-Trân Châu Cảng-Eniwetok cho đến giữa tháng 2, 1945.
Đội đặc nhiệm của Snyder dành phần lớn thời gian trong tháng 3, 1945 cho hoạt động tìm kiếm Trung tướng Millard Harmon, khi máy bay chở vị Tư lệnh Không lực Lục quân khu vực Thái Bình Dương bị mất tích trên biển. Sau đó con tàu quay trở lại nhiệm vụ tìm-diệt tàu ngầm. Sang tháng 5, nó hộ tống một đoàn tàu vận tải di chuyển từ Saipan đến Okinawa. Trong các ngày 11 và 12 tháng 5, nó hộ tống cho các tàu khu trục Hugh W. Hadley (DD-774) và Evans (DD-552), vốn bị hư hại do bị máy bay tấn công tự sát Kamikaze đâm trúng về phía Đông Bắc Okinawa, bảo vệ cho họ rút lui về Ie Shima an toàn. Sau đó con tàu gia nhập lực lượng cột mốc radar canh phòng chung quanh Okinawa cho đến ngày 29 tháng 5.
Từ ngày 2 đến ngày 23 tháng 6, Snyder hoạt động cùng với Đơn vị Đặc nhiệm 31.1.1, bao gồm bảy tàu sân bay hộ tống, vốn có nhiệm vụ hỗ trợ trên không cho lực lượng Hoa Kỳ trên bộ đang chiến đấu tại phía Nam Okinawa. Sang tháng 7 và tháng 8, con tàu hoạt động tuần tra chống tàu ngầm tại vùng biển phụ cận Guam. Sau khi Nhật Bản chấp nhận đầu hàng vào ngày 15 tháng 8 giúp kết thúc cuộc xung đột, nó đi đến Saipan, và đến ngày 18 tháng 9 đã hộ tống một đoàn tàu gồm 21 tàu vận tải đi từ Saipan đến Nagasaki. 
Khi đã hoàn tất nhiệm vụ chiếm đóng, vào ngày 18 tháng 10, Snyder lên đường cho hành trình quay trở về vùng bờ Tây Hoa Kỳ ngang qua Trân Châu Cảng. Nó tiếp tục được điều sang vùng bờ Đông, đi đến Norfolk, Virginia để được cho xuất biên chế vào tháng 12, 1945. Con tàu được kéo đến Green Cove Springs, Florida, nơi nó được đưa về thành phần dự bị thuộc Hạm đội Dự bị Đại Tây Dương cho đến tháng 10, 1946.

### 1950 - 1960
Vào ngày 10 tháng 10, Snyder được kéo đến thành phố New York và hoạt động trong vai trò tàu huấn luyện dự bị trực thuộc Quân khu Hải quân 3, cho dù trên danh nghĩa vẫn nằm trong thành phần dự bị. Nó được cho tái biên chế trở lại vào tháng 5, 1950, và phục vụ như một tàu huấn luyện. Đến ngày 1 tháng 7, 1957, con tàu được điều sang Lực lượng Khu trục trực thuộc Hạm đội Đại Tây Dương, nhưng tiếp tục hoạt động như một tàu huấn luyện cho nhân sự thuộc Hải quân Dự bị Hoa Kỳ.
Snyder được cho xuất biên chế lần sau cùng vào ngày 5 tháng 5, 1960, và được kéo đến neo đậu tại Philadelphia, Pennsylvania. Tên nó được cho rút khỏi danh sách Đăng bạ Hải quân vào ngày 1 tháng 8, 1972, và con tàu bị bán cho hãng North American Smelting Co. tại Wilmington, Delaware để tháo dỡ vào ngày 1 tháng 11, 1973.

## Phần thưởng
Snyder được tặng thưởng một Ngôi sao Chiến trận do thành tích phục vụ trong Thế Chiến II.
|             |  |  |
| Bronze star |  |  |

| Huân chương Chiến dịch Hoa Kỳ                                           |                                      |                                       |
| Huân chương Chiến dịch Châu Á-Thái Bình Dương với 1 Ngôi sao Chiến trận | Huân chương Chiến thắng Thế Chiến II | Huân chương Phục vụ Phòng vệ Quốc gia |